# Memecylon myrtilloides
Memecylon myrtilloides är en tvåhjärtbladig växtart som beskrevs av Markgr.. Memecylon myrtilloides ingår i släktet Memecylon och familjen Melastomataceae. Inga underarter finns listade i Catalogue of Life.